# Maâtibrê
Maâtibrê (le cœur de Rê est juste) est, selon certains spécialistes dont Jacques Kinnaer et Ryholt, le cinquième roi de la XIVe dynastie. S'il appartient à la XIVe dynastie il serait dans ce cas le roi inconnu prédécesseur et père de Néhésy.
Pour d'autres, dont Dariusz Sitek, il est de la XVe dynastie. Manéthon le classe lui-même dans la XVe dynastie et l’appelle Sheshi (ou Bnôn ou Baion).

## Règne
Son nom de naissance est Sheshi. Manéthon lui compte quarante-quatre ans de règne (selon Africanus, Eusebius, Flavius). Il n'est en revanche pas mentionné par le papyrus de Turin. Il règne depuis la ville d'Avaris dans le delta du Nil. On a retrouvé dans tout le Moyen-Orient, 394 scarabées à son nom.
Selon certains de ces scarabées, conservés notamment au Musée Petrie d'archéologie égyptienne, il n'est pas sûr que Maâtibrê et Sheshi doivent être associés.
Seules des similitudes correspondent, ce qui irait dans le sens de Dariusz Sitek et Manéthon. Ces deux noms appartenaient bien à un roi, Sheshi étant le nom de naissance du deuxième roi de la XVe dynastie et Maâtibrê son nom d'intronisation. Autre similitude entre ce roi et celui de la XVe dynastie, ce dernier épouse Tati et a deux enfants : Ipqou et Néhésy — est-ce le même Néhésy que celui de la XIVe dynastie ?

## Titulature
Le nom de Sa-Rê Shéshi serait d'origine sémite.